# Měsíce Neptunu

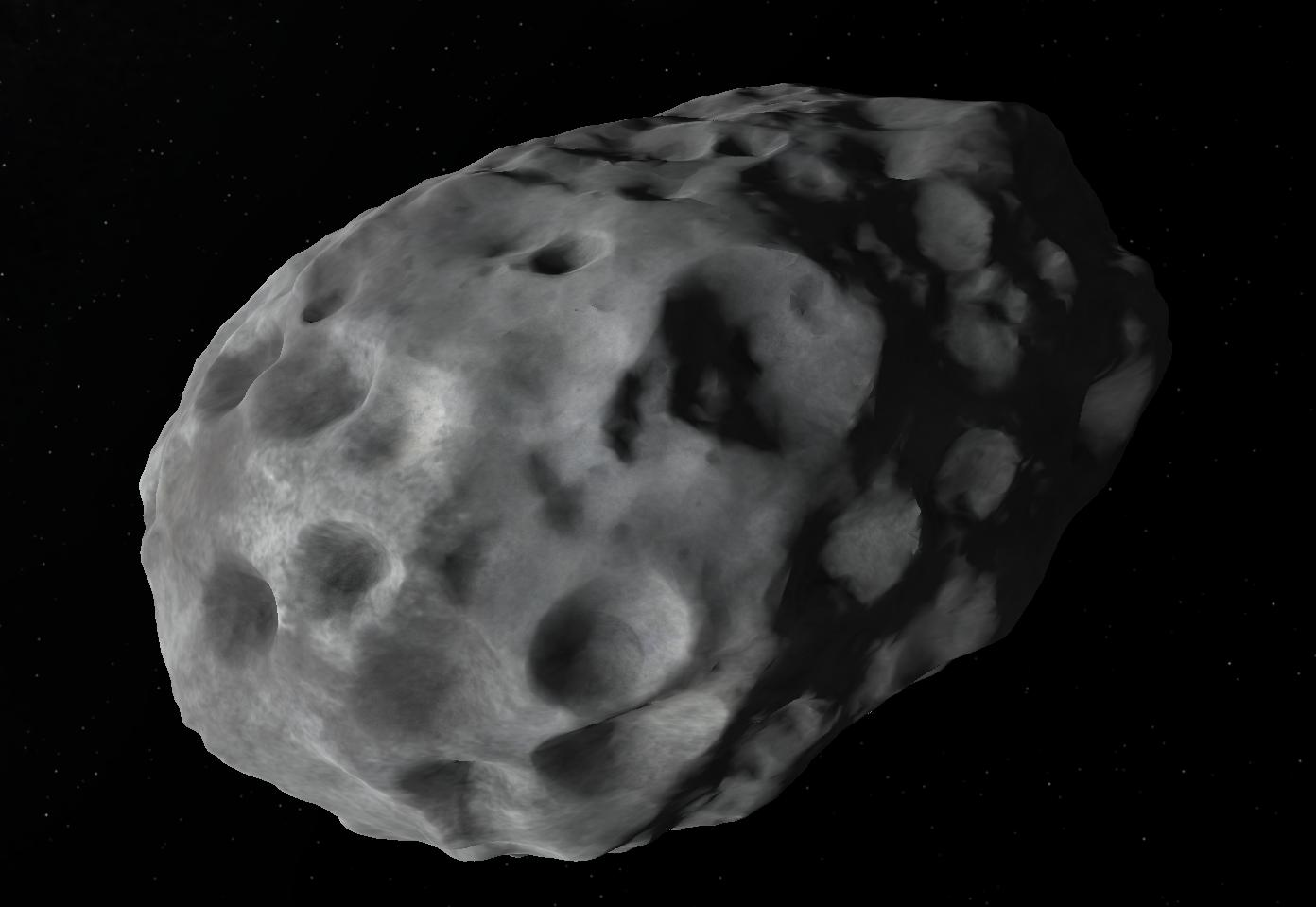
Měsíc Nereid.

Měsíce Neptunu jsou měsíce obíhající kolem planety Neptun. Těchto měsíců je v současné době (březen 2025) známých 16.

## Seznam měsíců planety Neptun
| Jméno     | Označení | Označení   | Elementy dráhy         | Elementy dráhy | Elementy dráhy  | Elementy dráhy   | Rozměr (km)  | Mag. | Rok objevu | Objevitel                               |
| Jméno     | definit. | předběžné  | velká poloosa (103 km) | výstř.         | sklon dráhy (°) | doba oběhu (dny) | Rozměr (km)  | Mag. | Rok objevu | Objevitel                               |
| --------- | -------- | ---------- | ---------------------- | -------------- | --------------- | ---------------- | ------------ | ---- | ---------- | --------------------------------------- |
| Naiada    | III      | S/1989 N 6 | 48,2                   | 0,0047         | 4,75            | 0,2944           | 60,4         | 24,1 | 1989       | R. Terrile / Voyager 2                  |
| Thalassa  | IV       | S/1989 N 5 | 50,1                   | 0,0018         | 0,21            | 0,3115           | 81,4         | 23,4 | 1989       | R. Terrile / Voyager 2                  |
| Despina   | V        | S/1989 N 3 | 52,5                   | 0,0004         | 0,216           | 0,3347           | 156          | 22,0 | 1989       | S. P. Synnott / Voyager 2               |
| Galatea   | VI       | S/1989 N 4 | 62,0                   | 0,0001         | 0,052           | 0,4287           | 174,8        | 22,0 | 1989       | S. P. Synnott / Voyager 2               |
| Larissa   | VII      | S/1989 N 2 | 73,5                   | 0,0012         | 0,251           | 0,5547           | 194          | 21,5 | 1989       | H. Reitsema et al. / Voyager 2          |
| Hippocamp | XIV      | S/2004 N 1 | 105,3                  | 0,0005         | 0,064           | 0,9362           | 34,8 ± 4     | 26,5 | 2013       | Mark Showalter                          |
| Proteus   | VIII     | S/1989 N 1 | 117,6                  | 0,0005         | 0,524           | 1,1223           | 420          | 20,0 | 1989       | S. P. Synnott / Voyager 2               |
| Triton    | I        |            | 354,8                  | 0,0000         | 156,9           | 5,8769           | 2705,2 ± 4,8 | 13,0 | 1846       | W. Lassell                              |
| Nereida   | II       |            | 5513                   | 0,7507         | 7,23            | 360,1362         | 357 ± 13     | 19,2 | 1949       | G. Kuiper                               |
| Halimede  | IX       | S/2002 N 1 | 16 681                 | 0,2909         | 134,10          | 1900             | 62           | 24,5 | 2002       | M. Holman a kol.                        |
| Sao       | XI       | S/2002 N 2 | 22 619                 | 0,2827         | 52,74           | 2979             | 44           | 25,4 | 2002       | M. Holman a kol.                        |
| Laomedeia | XII      | S/2002 N 3 | 23 613                 | 0,4339         | 44,10           | 2405             | 42           | 25,4 | 2002       | M. Holman a kol.                        |
| Psamathe  | X        | S/2003 N 1 | 46 705                 | 0,4617         | 137,30          | 9006             | 40           | 25,6 | 2003       | D. C. Jewitt, J. Kleyna, S. S. Sheppard |
| Neso      | XIII     | S/2002 N 4 | 50 258                 | 0,4243         | 139,30          | 9500             | 60           | 24,6 | 2002       | M. Holman a kol., B. Gladman a kol.     |